# Port lotniczy Grozny
Port lotniczy Grozny (IATA: GRV, ICAO: URMG) – port lotniczy położony 8 km na północ od Groznego, w Czeczenii, w Rosji.

## Historia
Pierwsze lotnisko w Groznym powstało w 1938 roku, było to lotnisko sanitarne, przystosowane do samolotów P-5 i U-2. Do 1977 roku posiadało jedynie trawiasty pas startowy. W 1977 roku powstał nowy kompleks lotniska, nazywany Grozny Północny (Грозный Северный), przystosowany do lądowania Tu-134. W latach 1990–1996 lotnisko nosiło nazwę Port lotniczy Grozny im. Szejka Mansoura. Na skutek działań wojennych zniszczone, w latach 2002-2007 przebudowane. 6 listopada 2009 roku MAK wydał certyfikat lotniska międzynarodowego

## Kierunki lotów i linie lotnicze
| Linia Lotnicza       | Kierunek                                                                   |
| -------------------- | -------------------------------------------------------------------------- |
| Aerofłot             | 1. Moskwa-Szeremietiewo                                                    |
| Avia Traffic Company | 1. Biszkek                                                                 |
| Nordwind Airlines    | 1. Kazań                                                                   |
| Red Wings            | 1. Antalya                                                                 |
| Rossiya              | 1. Sankt Petersburg                                                        |
| S7 Airlines          | 1. Moskwa-Domodiedowo 2. Nowosybirsk                                       |
| Ural Airlines        | 1. Biszkek 2. Moskwa-Domodiedowo                                           |
| UTair Aviation       | 1. Antalya 2. Baku 3. Dubaj-Al Maktoum 4. Stambuł 5. Moskwa-Wnukowo 6. Ufa |
| UVT Aero             | 1. Kazań 2. Saratów-Gagarin                                                |
| Uzbekistan Airways   | 1. Taszkent                                                                |